# Самотній вовк Маккуейд
Самотній вовк Маккуейд (англ. Lone Wolf McQuade) — американський бойовик 1983 року режисера Стіва Карвера.

## Сюжет
«Крутого» рейнджера Маккуейда бандити ненавидять за нещадність, а шеф поліції за його стиль роботи — «вовка-одинака» . І, зрештою, нав'язує йому нового напарника — молодого мексиканця. Їм протистоїть банда контрабандистів зброєю, на чолі якимсь Роулі — чемпіоном з карате. На довершення всього, Маккуейд закохується в жінку Роулі, Лолу. Бандити викрадають дочку рейнджера.

## У ролях
| Актор               | Роль               |
| ------------------- | ------------------ |
| Чак Норріс          | Джей Джей Маккуейд |
| Девід Керрадайн     | Роулі Вілкс        |
| Барбара Каррера     | Лола Річардсон     |
| Леон Айзек Кеннеді  | Джексон            |
| Роберт Белтран      | Кейо               |
| Л. К. Джонс         | Дакота             |
| Дена Кіммелл        | Саллі Маккуейд     |
| Р.Г. Армстронг      | Т. Тайлер          |
| Хорхе Сервера мол.  | Джеф               |
| Шерон Фаррелл       | Моллі              |
| Деніел Фрішмен      | Фалькон            |
| Вільям Сандерсон    | Сноу               |
| Джон Андерсон       | Бернсайд           |
| Роберт Аренас       | оператор АЗС       |
| Томмі Беллард       | полковник          |
| Джеффрі Бенністер   | 2-й агент          |
| Ентоні Е. Кеглай    | молодий лікар      |
| Ілай Каммінс        | селюк 1            |
| Хесус «Чуй» Де Ла О | жебрак             |
| Оскар Хідальго      | сержант Гарсія     |
| Роберт Джордан      | Боббі Дрю          |
| Джо Кауфенберг      | бармен             |
| Сьюзан Кауфенберг   | дівчина            |
| Велма Ніето         | медсестра 1        |
| Аарон Норріс        | Punk               |
| Дон Пайк            | перший бандит      |
| Гарі Пайк           | ділок              |
| Джил Рейс           | викидайло          |
| Марта Салдана       | репортер 2         |
| Гектор Серрано      | кубинець           |
| Дебора Шор          | фотограф 1         |
| Річард Тершел       | горлоріз 1         |
| Франко То           | репортер 1         |
| Вільям Дж. Вагнер   | пілот              |
| Кейн Ходдер         | горлоріз           |